# Liste der Ehrenbürger von Landsberg am Lech
Die Stadt Landsberg am Lech hat seit 1859 elf Personen das Ehrenbürgerrecht verliehen.
Hinweis: Die Auflistung erfolgt chronologisch nach Datum der Zuerkennung.

## Die Ehrenbürger der Stadt Landsberg am Lech
1. Johann Leonhard Albrecht Kühlmann (* 1794; † 18. Mai 1879)
kgl. Rat und quieszierender Rentbeamter
Verleihung 1859
2. Ludwig Bauer
kgl. Stadt- und Landrichter a. D.
Verleihung 1878
3. Otto Ritter von Kühlmann (* 28. November 1834 in Landsberg am Lech; † 18. September 1915 in München)
Generaldirektor
Verleihung 1889
4. Sir Hubert Ritter von Herkomer (* 26. Mai 1849 in Waal; † 31. März 1914 in Budleigh Salterton, Devonshire)
Maler, Bildhauer, Musiker und Schriftsteller
Verleihung 1907
5. Johann Baptist Winklhofer (* 23. Juni 1859 in München; † 28. März 1949 in Landsberg am Lech)
Kommerzienrat
Verleihung 1918
6. Josef Johann Schober († 31. März 1925)
Studienprofessor an der kgl. Realschule, Stadtarchivar
Verleihung 1918
7. Adolf Hitler (* 20. April 1889 in Braunau am Inn, Oberösterreich; † 30. April 1945 in Berlin)
Führer und Reichskanzler
Verleihung 24. April 1933 – nach 1945 aberkannt[1]
8. Wilhelm Weidringer († 21. August 1960)
Oberstudiendirektor
Verleihung 1949
9. Hanns Hamberger (* 11. September 1923 in Unterbernbach; † 20. Januar 2013 in Landsberg am Lech)
Oberbürgermeister a. D.
Verleihung 1993
10. Gabriel Beißer (* 1930/31; † 19. März 2009 in Dinkelsbühl)[2]
Geistlicher Rat, Stadtpfarrer
Verleihung 1999
11. Siegfried Meister (* 7. Oktober 1938; † 28. Juli 2017)
Unternehmer, Gründer der Firma Rational, jetzt Rational AG
Verleihung 2008